# 北京之战 (1215年)
北京之战是1215年大蒙古國佔領金朝北京大定府（今內蒙古寧城西北）的一場戰役。

## 戰役
金朝貞祐二年（1214年），大蒙古國決定進攻金朝的金中都，為阻止金朝從遼東派遣援軍馳援中都，成吉思汗命令木華黎率領兩路大軍進攻遼西和遼東。其中木華黎親自向西路進軍，東路大軍則由孛禿率領。十月，木華黎率軍途經臨潢及高州，金朝守將盧琮和金朴投降。十二月，孛禿進攻懿州，金朝的節度使高閭仙戰死。貞祐二年（1215年），木华黎部將蕭也先攻佔东京辽阳府。木华黎則攻佔惠和（今內蒙古赤峰東南）、建州、利州、富庶（今內蒙古建平县東）等15城，隨後進攻金朝北京。
金朝的宣撫使兼北京留守奧屯襄率領20萬大軍（一說由金朝將領銀青率領）離開北京並在花道（今赤峰東南）阻擊木华黎，但被木华黎擊敗，奧屯襄大軍8萬人戰死，被迫率領剩餘軍隊退回北京防守。後來因為北京糧食消耗殆盡，受奧屯襄指揮的契丹軍出城投降。金朝的北京宣差提控完顏習烈殺死奧屯襄，不久完顏習烈又被其部下殺死，烏古論寅答虎（一說名為乌库哩音达珲）被推舉為北京防守總指揮。貞祐二年二月，烏古論寅答虎率領北京守軍向木華黎投降。木華黎嫌棄投降太晚，準備將金朝將領全部處死，結果被蒙古將領舒穆嚕額森勸止，木華黎決定繼續讓烏古論寅答虎擔任北京留守。